# The Commuters
The Commuters é um filme de comédia norte-americano, dirigido por George Fitzmaurice. Lançado em 1915, foi protagonizado por Irene Fenwick em estreia no cinema. Baseia-se na peça homônima do roteirista canadense James Forbes.
Uma cópia do filme encontra-se conservada na Biblioteca do Congresso, localizada nos Estados Unidos.

## Elenco
- Irene Fenwick - Hetty Brice
- Charles Judels - Professor Anatole Vermouth, também Sammy
- George Le Guere - Larry Brice
- Dan Moyles - Sr. Rolliston
- Della Connor - Fan Rolliston
- Agnes Marc - Carrie
- Dan Crimmins - policial
- Marie Collins